# Паливко, Данила Витальевич
Данила Витальевич Паливко (род. 30 ноября 2001, Новополоцк, Беларусь) - белорусский хоккеист, защитник.

## Биография
Воспитанник новополоцкой хоккейной школы. Играл в новополоцком "Химике" из Белорусской экстралиги. 

Профессиональную карьеру начал в Северной Америке, в составе молодежной команды из Западной хоккейной лиги - Летбридж Харрикейнз. за два сезона в общем набрал 36 очков в регулярных чемпионатах - 15 (2+13) в сезоне 2018/2019 и 21 (2+19) в сезоне 2019/2020.

В 2020 году покинул "Летбридж" и стал выступать в Белорусской экстралиге - за "Неман" из города Гродно. Заработал 7 (2+5) очков в регулярном чемпионате и сделал две результативных передачи в плей-офф.

В 2021 году подписал контракт с владивостокским "Адмиралом", был отправлен в молодежный фарм-клуб "Тайфун", в сезоне 2021/2022 в составе команды заработал 22 (7+15) очков. Также играл в фарм-клубе "Адмирала" в ВХЛ в сезоне 2022/2023 - "Ермак", а после в этом же сезоне выступал за гродненский "Неман". Заработал в составе ангарской команды 6 (2+4) очков, в "Немане" набрал 11 (4+7) очков.

В 2023 году в результате обмена с "Металлургом" перешел в магнитогорский клуб, подписав контракт на 2 года. В сезоне 2023/2024 заработал 5 (1+4) результативных баллов. В 2024 году стал обладателем Кубка Гагарина